# Вольфганг Шерфлінг
Вольфганг Шерфлінг (нім. Wolfgang Scherfling; 29 червня 1923, Ліхен — ?) — німецький офіцер-підводник, оберлейтенант-цур-зее крігсмаріне.

## Біографія
23 вересня 1940 року вступив на флот. З червня 1943 року — вахтовий офіцер на підводному човні U-518. З квітня 1944 року — 1-й вахтовий офіцер на U-548. В серпні-листопаді 1944 року пройшов курс командира човна. З 20 листопада 1944 по 5 травня 1945 року — командир U-140.

## Звання
- Кандидат в офіцери (23 вересня 1940)
- Фенріх-цур-зее (1 серпня 1941)
- Оберфенріх-цур-зее (1 липня 1942)
- Лейтенант-цур-зее (1 січня 1943)
- Оберлейтенант-цур-зее (1 жовтня 1944)